# Ben Toury

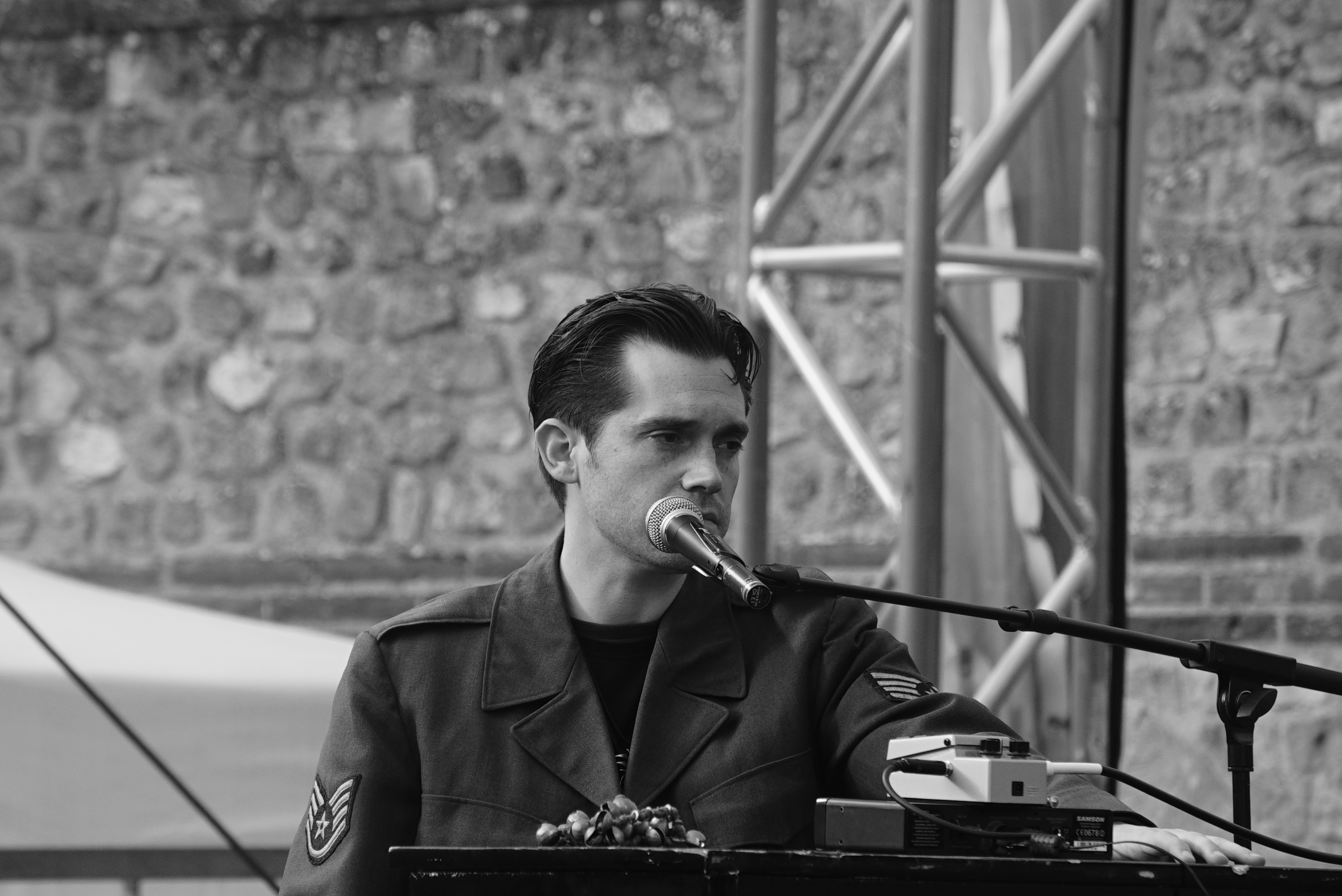
Ben Toury 2017 in Reims

Ben Toury (* 20. Januar 1982 in La Châtre als Benjamin Toury) ist ein französischer Musiker.

## Leben
Ben Toury ist ein Sohn des Musikers Philippe Toury. Er wuchs in La Châtre auf, das er im Alter von 20 Jahren nach Ablegung der Reifeprüfung verließ, um nach Paris zu ziehen. Nachdem er zuvor schon im Kindesalter zusammen mit seinem Vater musiziert hatte, mit dem er unter dem Namen Good Ol’ Boogie aufgetreten war, wählte er auf Anraten seines Vaters einen neuen Bühnennamen für seine eigene Gruppe. Aus dem Ben Toury Duo, das immer noch aus Ben und Philippe Toury bestand, wurde ein Trio, als man 2001 den Kontrabassisten Nick Whewell aus Manchester hinzufügte, der jahrelang mit Ben Toury spielte. Nach etlichen weiteren Wechseln entstand die Ben Toury Corporation.
Die Ben Toury Corporation tritt in verschiedenen Formationen vom Trio bis hin zum Sextett auf. 2017 gehörten der Gruppe folgende Musiker an: Jérémy Barès (Gitarre), Philippe Wozniak (E-Bass), Florian Pons (Schlagzeug), Bertrand Luzignant (Trombone) und Pierre Desassis (Baritonsaxofon).
Ben Toury spielt unter anderem Boogie-Woogie, Blues und Rhythm ’n’ Blues und trat außerhalb Frankreichs schon in den Vereinigten Arabischen Emiraten, in der Schweiz, in England, Russland und der Ukraine auf. 
2016 spielte er mit seiner Corporation als Vorgruppe für Axel Bauer in Darc und zeigte dabei einen Trick, den er aus dem Film Amadeus übernommen hatte: Er spielte im Liegen auf seinem Keyboard. Toury, der außer Klavier auch Mundharmonika spielt und singt, bezeichnet sich als Autodidakten, der sich sein musikalisches Wissen mit Hilfe von Vinylplatten beigebracht habe. Wichtig seien ihm anfangs Aufnahmen von Memphis Slim und Lloyd Glenn gewesen, später seien unter anderem Jerry Lee Lewis, Art Tatum und Phineas Newborn als Vorbilder hinzugekommen. Bis zum Beginn der Corona-Krise hatte Toury schon etwa 2500 Konzerte absolviert.